# Refuge de Font Turbat
Le refuge de la Font Turbat est un refuge du massif des Écrins sur la commune de Valjouffrey dans l'Isère. Il est constitué de deux bâtiments, le plus récent de 39 places (construit en 1962) à 2 169 m, et l'ancien refuge de 12 places (construit en 1922) à 2 194 m qui est le refuge d'hiver.
Le gestionnaire est le Comité départemental de l'Isère.

## Histoire
L'ancien refuge, de petite taille, date de 1922 (l'entrée hors saison gardiennage se fait du côté sud, par la fenêtre).
En 1962, un nouveau refuge de 26 places est construit par le CAF : c'est l'architecte Lederlin qui le conçoit « formé  de panneaux préfabriqués de système dit « non respirant » pour assurer une étanchéité absolue à l'eau et à l'humidité, avec une armature métallique et couverture de tôle inox. »

## Activités
Le refuge de Font Turbat est utilisé comme point de départ pour l'Olan, que ce soit pour la voie normale du sommet nord, où les grandes voies de la face nord-ouest (voie Devies-Gervasutti et voie Couzy-Desmaison), ainsi que vers la brèche de l'Olan (2 970 m) qui donne accès au vallon de la Muande et au refuge de la Lavey. Il est également possible de gravir la pointe Maximin et le pic Turbat.
Des liaisons en randonnée de haute montagne existent avec les refuges de l'Olan, des Souffles et de La Lavey.
Un itinéraire en ski de randonnée mène à la brêche de l'Olan.